# Kampasagar, Koppal
Kampasagar là một làng thuộc tehsil Koppal, huyện Koppal, bang Karnataka, Ấn Độ.